# Euchroea vadoni
Euchroea vadoni är en skalbaggsart som beskrevs av Ruter 1974. Euchroea vadoni ingår i släktet Euchroea och familjen Cetoniidae. Inga underarter finns listade i Catalogue of Life.